# Acyphas (bướm đêm)
Acyphas  là một chi bướm đêm thuộc họ Erebidae.